# Teruel Existe
Teruel Existe (TE) es un partido político español inscrito en el registro de partidos del Ministerio del Interior en septiembre de 2021. Demanda mayores inversiones para la provincia de Teruel en materia de servicios e infraestructuras con el fin de hacer frente a la problemática de la despoblación.
Se fundó como coordinadora ciudadana en noviembre de 1999 a partir de varias plataformas de la provincia de Teruel, como En Defensa del Ferrocarril, Pro Helicóptero y Transporte Sanitario o Pro Salud Mental. En dicho  año, Teruel todavía no tenía autovías y en la única línea de ferrocarril –de vía única y sin electrificar– el tren había descarrilado ocho veces en un año.
Tras ello, pasó a ser una agrupación de electores que se presentó a las elecciones generales de España de noviembre de 2019, en las que obtuvo un diputado y dos senadores por la circunscripción electoral de Teruel. Finalmente, se constituyó como el actual partido político en el año 2021. Desde entonces, Teruel Existe ha establecido nexos de colaboración con otros partidos que defienden las demandas de la España vaciada, como con Soria ¡Ya!, Cuenca Ahora, Aragón Existe, Jaén Merece + y España Vaciada.

## Concurrencia a elecciones

### Elecciones generales de noviembre de 2019
Animados por el éxito del paro convocado en veinte provincias españolas para protestar por el olvido que sufría la llamada España vaciada,
Teruel Existe decidió presentarse a las elecciones generales de noviembre de 2019 como una agrupación de electores ajena a los partidos tradicionales, con el fin de dar voz a reivindicaciones urgentes para el mundo rural de Teruel. La agrupación logró 6781 avales, un 6,34 % del censo electoral de la provincia, seis veces más de lo exigido por la ley electoral, y presentó una candidatura al Congreso de los Diputados por Teruel encabezada por su líder Tomás Guitarte, un arquitecto de 58 años, acompañado por Manuel Gimeno y Ana Asunción Balaguer. Para el Senado presentaron a Joaquín Egea, Beatriz Martín y Alba Polo.
Teruel Existe fue la fuerza más votada en la provincia de Teruel y logró un escaño en el Congreso para Guitarte y otros dos en el Senado para Egea y Martín.
Apoyó la investidura de Pedro Sánchez a cambio de una serie de inversiones y compromisos del nuevo ejecutivo con la provincia de Teruel y con una promesa de colaboración en la lucha contra la despoblación.

### Elecciones a las Cortes de Aragón y Generales de 2023
Para concurrir a las elecciones a las Cortes de Aragón de 2023 y a las elecciones generales de ese mismo año, el partido político Teruel Existe se presentó como parte de la coalición denominada Coalición Existe (EXISTE), que tuvo la siguiente composición.
| Partidos | Partidos       |
| -------- | -------------- |
|          | Teruel Existe  |
|          | Aragón Existe  |
|          | España Vaciada |

### Elecciones europeas 2024
Se presentan dentro de la coalición "La España olvidada EXISTE - Municipalistas - Mundo Justo", junto con Unión de Ciudadanos Independientes, Por un Mundo más Justo, Soria Ya, Cuenca Ahora, Aragón Existe, Centrats en Nules, Jaén Merece Más, Somos Cáceres, Unión Independiente de Mazarrón, Coalición de Centro Democrático y Ahora Decide. Su cabeza de lista es Tomás Guitarte.

## Resultados electorales

### Ámbito nacional
| Comicios | C/S | Cabeza de lista | Votos                                                        | Votos                | %                    | Escaños Teruel y total | Posición |
| -------- | --- | --------------- | ------------------------------------------------------------ | -------------------- | -------------------- | ---------------------- | -------- |
| Nov 2019 | C   | Tomás Guitarte  | 19 761                                                       | 19 761               | 26,70 % 0,08 %       | 1/31/350               | 1.º 19.º |
| Nov 2019 | S   | Joaquín Egea    | 57 129                                                       | 57 129               | 26,24 %              | 2/42/265               | 2.º      |
| Nov 2019 | S   | Joaquín Egea    | Joaquín Egea Serrano Beatriz Martín Larred Alba Polo Artal   | 20 617 18 973 17 539 | 28,41% 26,15% 24,17% | 2/42/265               | 2.º      |
| 2023     | C   | Diego Loras     | 11 348                                                       | 11 348               | 14,95 % 0,04 %       | 0/30/350               | 3.º      |
| 2023     | S   | Beatriz Martín  | 13 991                                                       | 13 991               | 26,24 %              | 0/40/265               | 3.º      |
| 2023     | S   | Beatriz Martín  | Beatriz Martín Larred Joaquín Egea Serrano Raúl Blasco Aznar | 13.991 12.311 11.467 | 18,78% 16,53% 15,39% | 0/40/265               | 3.º      |

### Cortes de Aragón
| Cortes de Aragón |                  |                   |        |            |           |                |
| Elecciones       | Escaños (Teruel) | Posición (Teruel) | Votos  | % (Teruel) | Gobierno  | Candidato      |
| 2023             | 3/14             | 3a                | 15.338 | 20,71%     | Oposición | Tomás Guitarte |